# Kevin Nealon
Kevin Nealon (ur. 18 listopada 1953 w Bridgeport) – amerykański komik i aktor pochodzenia irlandzkiego, znany z występów w Saturday Night Live (od 1986 do 1995) oraz roli w serialu Trawka.

## Życiorys

### Wczesne lata
Urodził się w Bridgeport w Connecticut w rodzinie rzymskokatolickiej jako syn Kathleen M. (z domu Kimball) i Emmett F. Nealon, dyrektor wykonawczy lotniska. Kilka miesięcy po jego urodzeniu rodzina przeniosła się do Bridgeport w stanie Connecticut. W 1971 ukończył St. Joseph High School w Trumbull w Connecticut. Nealon ukończył studia licencjackie z marketingu na Sacred Heart University i pracował na różnych stanowiskach w niepełnym wymiarze czasu podczas występów stand-up. Następnie Nealon odbył kilka kursów wieczorowych na Fairfield University, gdzie w szkolnej drużyny piłkarskiej był na pozycji quarterback.

### Początki kariery
Nealon ukończył Notre Dame Fairfield w 1971, a następnie uniwersytet Sacred Heart na kierunku marketing. Pracował jako komik występując solo. Zadebiutował w telewizji wykonując występ w The Tonight Show with Johnny Carson w 1984. 
W 1986 Saturday Night Live zatrudniło jego przyjaciela Dana Carveya, który zarekomendował Nealona. Oboje dołączyli do zespołu w tym samym roku, a Nealon został pełnoetatowym wykonawcą w sezonie 1987/1988, a także dzwięciu następnych.
Nealon był także członkiem Connecticut Yankees RFC w Norwalk.

### Role filmowe i telewizyjne
Wśród postaci zagranych w Saturday Night Live można wymienić Mr. Suliminal, "Franz" razem z Danem Carveyem, Mr. No Depth Perception a także inne. Nealon grając te role starał się być śmiertelnie poważny.
W 1991, wystąpił w świątecznym filmie All I Want for Christmas. Grał także w Farciarz Gilmore, Dwóch gniewnych ludzi, Mały Nicky, Małolaty u taty, Dobry piesek, Babcisynek oraz Dorwać Smarta.
Obecnie na stałe występuje w komediowym serialu Trawka, a także jest gospodarzem programu Poker Royale: The WPPA Championship.
Jesienią 2005 wystąpił w odcinku Pohamuj entuzjazm (Curb Your Enthusiasm), gdzie zagrał samego siebie (5 sezon, 4 odcinek).
Pojawił się także w pierwszym sezonie serialu Monk, jako pacjent w szpitalu psychiatrycznym.
Nealon został zauważony w czasie składania gratulacji Timowi Helleranowi, który wygrał 166,875$, w odcinku Sale of the Century w 1985.

### Podsłuch
22 lutego 2006 Nealon napisał artykuł w „New York Times” o byciu podsłuchiwanym przez prywatnego detektywa z Hollywood Anthony'ego Pellicano.
W osobnej sprawie sądowej 27 lutego 2006 ujawniono, że detektywi pracujący dla Ringling Brothers and Barnum & Bailey Circus mogli także podsłuchiwać Nealona.

## Życie osobiste

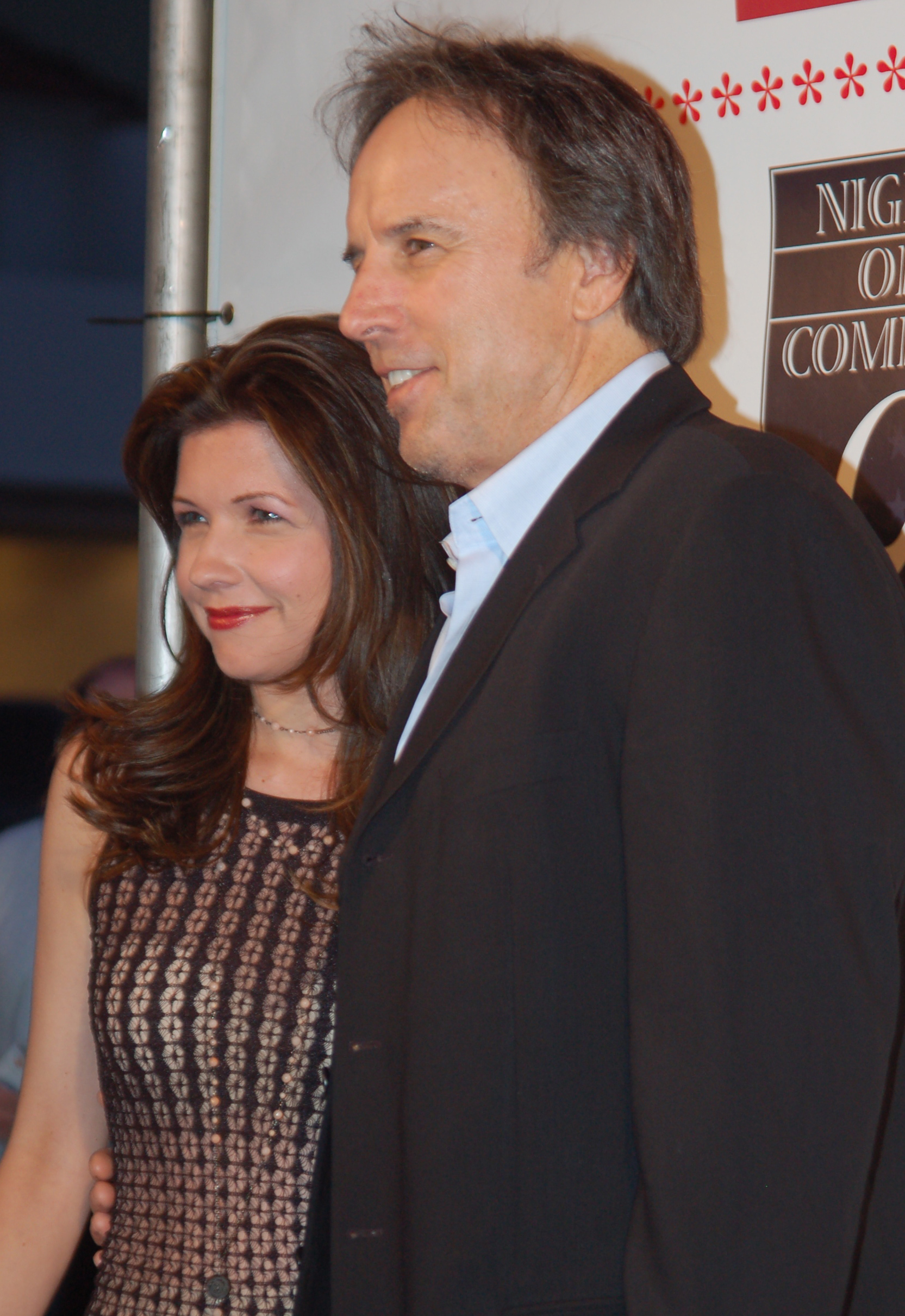
Susan Yeagley oraz Kevin Nealon, rok 2011

Żoną Nealona jest aktorka Susan Yeagley. 29 stycznia 2007 urodziła syna Gable Nessa Nealona w Santa Monica. Nealon i jego była żona byli aktywni w ruchu obrony praw zwierząt, wspierali akcje organizowane przez Amanda Foundation, Washington Wildlife Protection Association, The Ark Trust's Genesis Awards oraz Meat Out.